# Галактическо струпване
Галактическо струпване или още галактически клъстер, е гравитационно свързана система от галактики и представлява един от най-големите видове структурни образувания във Вселената. Размерите му достигат до 108 светлинни години, като масата варира между 1013 и 1015 слънчеви маси.
Галактическите струпвания условно се делят на регулярни и нерегулярни:
- Регулярните имат правилна сферична форма, в която преобладават елиптичните и лещовидни галактики, с ярко изразена централна част. Регулярно струпване например е струпването Косите на Вероника на разстояние 336 милиона светлинни години, което съдържа повече от 1000 идентифицирани галактики.
- Нерегулярните са с неправилна форма и съдържат по-малко галактики в сравнение с регулярните, като в тях преобладават спиралните галактики. Пример за нерегулярно струпване е струпването Дева, намиращо се на 54 милиона светлинни години с 1300 (до 2000) галактики.

Когато галактиките се приближат твърде много една към друга, под действието на приливните сили те преминават през различни форми — например с дълга опашка или ярък пръстен. Големите галактики поглъщат по-малките, когато те се окажат достатъчно близо.